# Galtara notabilis
Galtara notabilis là một loài bướm đêm thuộc phân họ Arctiinae, họ Erebidae.